# 나위소 묘소와 신도비
나위소 묘소와 신도비(羅緯素 墓所 神道碑)는 전라남도 나주시 삼영동에 있다. 2006년 12월 30일 나주시의 향토문화유산 제14호로 지정되었다.